# 三次警察署

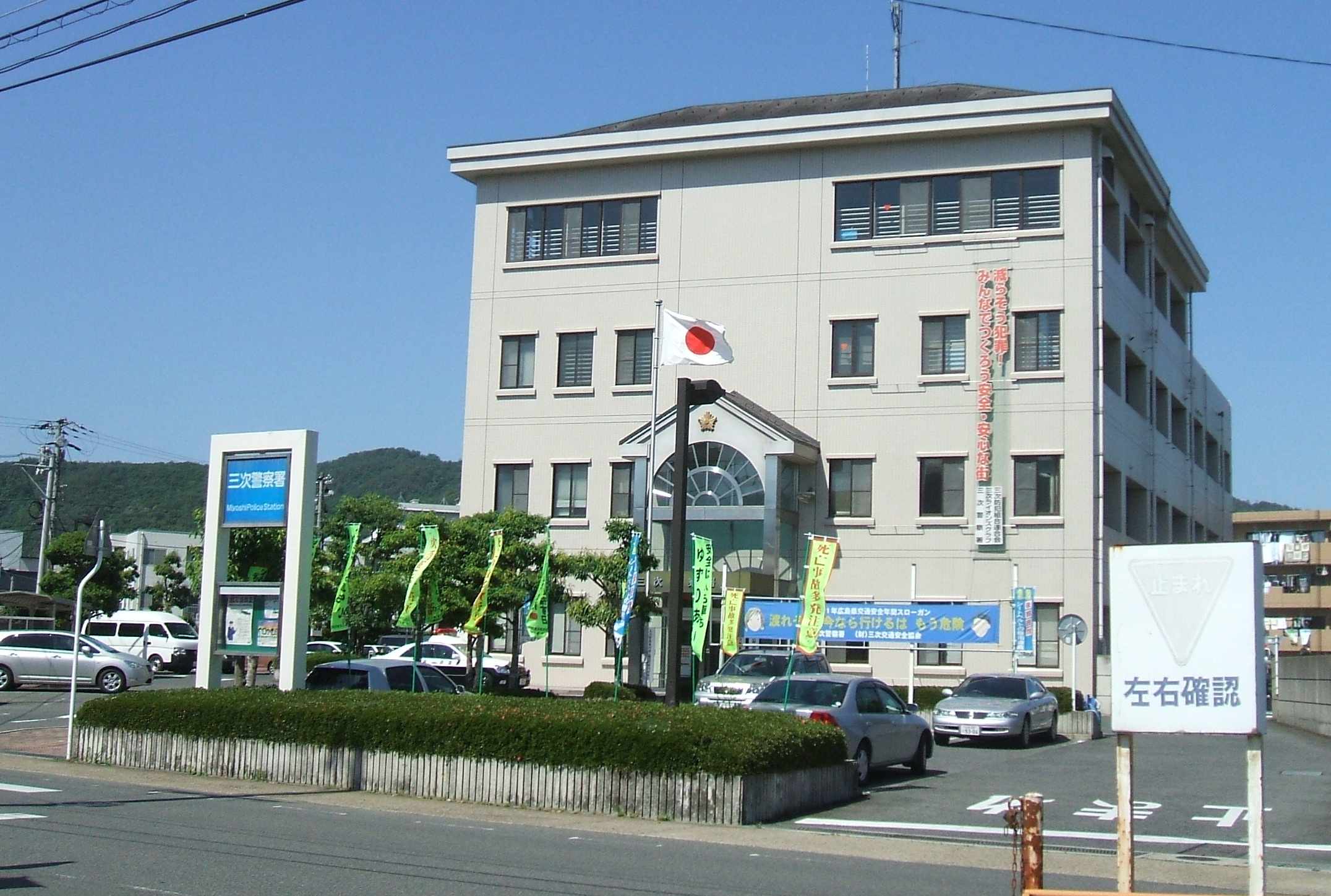
三次警察署庁舎外観（2009年）

三次警察署（みよしけいさつしょ）は三次市にある広島県警察が管轄する警察署の一つである。

## 所在地
- 広島県三次市十日市中二丁目6番6号

## 管轄範囲
- 三次市

## 沿革
- 1874年2月 三次郡三次町に羅卒出張所が設置される。
- 1876年4月 三次警察出張所に改称される。
- 1877年2月 三次警察署に改称される。
- 1948年1月 双三郡の吉舎・十日市町・三次・三良坂各町に自治体警察が設置される。
- 1951年10月 自治体警察が廃止される。
- 1954年7月 広島県三次警察署となる。
- 2004年4月1日 甲奴郡甲奴町が対等合併により三次市の一部になったことにより管轄が府中警察署から三次警察署に移る。

## 警察署直轄区域
- 三次市のうち青河町、十日市中一丁目～四丁目、十日市西一丁目～六丁目、十日市東一丁目～六丁目、十日市町、十日市南一丁目～七丁目、西酒屋町、東酒屋町

## 交番
（）内は所在地。
- 三次町交番（三次市三次町）
  - 三次市のうち穴笠町、小文町、西河内町、東河内町、日下町、三原町、三次町、山家町
- 三良坂交番（三次市三良坂町三良坂）
  - 三次市のうち三良坂町岡田、三良坂町皆瀬、三良坂町田利、三良坂町長田、三良坂町仁賀、三良坂町灰塚、三良坂町光清、三良坂町三良坂
- 八次交番（三次市四拾貫町）
  - 三次市のうち後山町、四拾貫町、畠敷町、南畑敷町

## 警察官駐在所
（）内は所在地。
- 粟屋警察官駐在所（三次市粟屋町）
  - 三次市のうち粟屋町
- 川地警察官駐在所（三次市下川立町）
  - 三次市のうち秋町、上川立町、上志和地町、下川立町、下志和地町
- 川西警察官駐在所（三次市三若町）
  - 三次市のうち有原町、石原町、上田町、海渡町、三若町
- 吉舎警察官駐在所（三次市吉舎町三玉）
  - 三次市のうち吉舎町海田原、吉舎町上安田、吉舎町吉舎、吉舎町敷地、吉舎町知和、吉舎町三玉、吉舎町矢井、吉舎町安田、吉舎町矢野地
- 君田警察官駐在所（三次市君田町東入君）
  - 三次市のうち君田町石原、君田町泉吉田、君田町西入君、君田町東入君、君田町櫃田、君田町藤兼、君田町茂田
- 甲奴警察官駐在所（三次市甲奴町小童）
  - 三次市のうち甲奴町有田、甲奴町宇賀、甲奴町梶田、甲奴町太郎丸、甲奴町西野、甲奴町抜湯、甲奴町小童、甲奴町福田、甲奴町本郷
- 作木警察官駐在所（三次市作木町下作木）
  - 三次市のうち作木町伊賀和志、作木町大津、作木町大畠、作木町大山、作木町岡三渕、作木町上作木、作木町香淀、作木町下作木、作木町西野、作木町光守、作木町森山中、作木町森山西、作木町森山東、作木町門田
- 塩町警察官駐在所（三次市塩町）
  - 三次市のうち糸井町、江田川之内町、大田幸町、木乗町、小田幸町、塩町、志幸町、高杉町、向江田町、廻神町、和知町
- 布野警察官駐在所（三次市布野町上布野）
  - 三次市のうち布野町上布野、布野町下布野、布野町戸河内、布野町横谷
- 三和警察官駐在所（三次市三和町上板木丙）
  - 三次市のうち三和町有原、三和町飯田、三和町上板木、三和町上壱、三和町敷名、三和町下板木、三和町大力谷、三和町羽出庭、三和町福田
- 八幡警察官駐在所（三次市吉舎町吉舎川之内）
  - 三次市のうち吉舎町雲通、吉舎町吉舎川之内、吉舎町清綱、吉舎町辻、吉舎町徳市、吉舎町檜、吉舎町丸田